# Секани
Секани (на английски: Sekani) е северноамериканско индианско племе, чиято традиционна територия се простира около басейните на реките Парнснип и Финли в северната централна част на Британска Колумбия, Канада. На запад достигат до Беър Лейк и езерото Такла, а на изток са принудени да отстъпят голяма част от земите си на мигриращите на запад прерийни кри. През 18 и 19 век разширяват територията си на юг за сметка на шусвап. Говорят език на Атабаското езиково семейство, тясно свързан с езика на
бийвър.

## Култура
Секани са предимно ловци събирачи. Ловуват главно елени, лосове и дребен дивеч. Рибата също е важна част от храната, както и различни горски плодове и растения. Основно жилище е конична колиба от клони покрита с кора или кожи. Облеклото им е изработено основно от животински кожи. Мъжете носят предимно набедреник, ризи, гамаши и мокасини, а жените дълги рокли, гамаши и мокасини. През зимата и двата пола използват кожени шапки и ръкавици. Изработват накити от рог и кости, а изтъкнатите ловци носят огърлици от мечи нокти. Изработват канута от смърчова кора, но по-късно заимстват дълбаните канута от западните си съседи. Поддържат добри търговски отношения с бийвър и слейв на изток, и с талтан, кариер и цимшиан на север и на запад. След множество контакти и уредени бракове с цимшиан, в културата им навлизат много елементи от крайбрежната култура като социалната организация, майчините кланове и потлача.
Юношите са изпращани да постят в усамотение, за да открият своя дух – пазител и да се сдобият с име. В пубертета момичетата живеят изолирано известно време като ядат специални храни и спазват някои забрани. Повечето деца са кърмени до тригодишна възраст. Мъжете могат да имат повече от една жена, които обикновено са сестри на съпругата. Мъртвите са погребвани в земята или по дърветата на скелета.

## Подразделения
През 19 век племето е разделено на 4 социални териториални автономни групи, със собствена ловна територия и водени от вожд с ограничена власт. От север на юг групите са:
- Целони – в областта между изворите на Финли и Лайърд.
- Сасучан – в басейна на река Финли, от устието на Оминека на север до Фокс Ривър и от Беър Лейк на запад, до изворите на Секани Чийф Ривър, Халфуей и Поплар Ривър.
- Ютувичан – от северния край на езерото Маклауд до изворите на Менсън и Нейшън Ривър, и до Карп Лейк.
- Цекани (Секани) – в района на река Маклауд и в горната част на река Парнснип.

В началото на 19 век се споменават още две техни групи:
- Медоу индиънс – по ръкавите на река Халфуей. На север до Пайн Ривър и на юг до Смоуки Ривър.
- Букане (Саистодене) – на големия завой на река Фрейзър.

В началото на 20 век са оформени две нови групи:
- Тлотона (Лонг Грас Индиънс) – Формира се от потомци на смесени бракове между сасучан и гитксан. Групата живее в Граундхог, в горната част на реките Скина и Стикин.
- Отзане (Група Дейвис) – сформирана от потомци на френско – канадски трапери и сасучан. Групата живее в района на Фокс Ривър и река Кечика.[2]

## История
Предполага се, че секани първоначално живеят на изток от Скалистите планини, но са прогонени на запад от мигриращите кри. Тогава племето вероятно наброява около 3000 души. В началото на 19 век, в резултат на епидемии и войни остават само 200. През 1805 г. Саймън Фрейзър основава търговски пост на езерото Маклауд, но секани продължават да се снабдяват с необходимите им стоки от цимшиан и кариер. По време на златната треска в Оминека през 1871 г. групите се установяват за постоянно около Беър Лейк, Форт Уеър, Форт Греъм и Форт Маклауд където впоследствие са създадени 6 резервата за племето. През 1991 г. племето наброява 630 души.